# 松下志朗
松下 志朗（まつした しろう、1933年7月1日 - 2017年）は、日本の日本史学者。

## 略歴
鹿児島県囎唹郡志布志町（現・志布志市）で生まれ、4歳で鹿児島市に転居し、戦争疎開で末吉町（現・曽於市）に移る。鹿児島県立末吉高等学校（現・鹿児島県立曽於高等学校）から熊本大学法文学部法学科に進学するが、2年で鹿児島大学文理学部の史学に編入。鹿児島大学卒業後、鹿児島県立川辺高等学校や鹿児島県立大島高等学校で日本史を教え、大島高校教諭時代に『名瀬市史』の編纂に関わった際に、編纂委員の原口虎雄から研究者の道を勧められる。1967年九州大学大学院文学研究科中退。1985年「幕藩制社会と石高制」で経済学博士。福岡大学助教授を経て、1971年九大経済学部助教授、1986年教授となる。1996年定年退官、名誉教授、福岡大学商学部教授、2003年退職。部落史研究会同人、理事。

## 著書
- 『近世奄美の支配と社会』(南島文化叢書）第一書房 1983
- 『幕藩制社会と石高制』塙書房 1984
- 『九州被差別部落史研究』明石書店 1985
- 『入門民衆と差別の歴史』明石書店 1992
- 『カリフォルニア日系知識人の光と影』明石書店 1994
- 『石高制と九州の藩財政』九州大学出版会 1996
- 『遠い雲 ある地域史研究者の足跡』海鳥社 2004
- 『近世九州の差別と周縁民衆』海鳥社 2004
- 『鹿児島藩の民衆と生活』南方新社 2006
- 『幕藩体制下の被差別部落 肥前唐津藩を中心に』明石書店 2008
- 『近世の山林と水運 日向諸藩の事例研究』明石書店 2011

### 共編
- 『近世九州被差別部落の成立と展開』編 明石書店 1989
- 『鹿児島の湊と薩南諸島 (街道の日本史)』下野敏見共編 吉川弘文館 2002
- 『奄美史料集成』編 南方新社 2006
- 『南西諸島史料集』第1-3巻 編. 南方新社 2007-2009

## 論文
- <松下志朗